# ریفنایش
ریفنایش (به آلمانی: Rivenich) یک شهر در آلمان است که در برنکاستل-ویتلیش واقع شده‌است. ریفنایش ۷۲۴ نفر جمعیت دارد.